# Max Adrian
Max Adrian, nato Max Bor, (Enniskillen, 1º novembre 1903 – Shamley Green, 19 gennaio 1973), è stato un attore irlandese.
Era conosciuto anche con il nome Max Cavendish.

## Biografia
Max Adrian nacque nel 1903 nell'Irlanda del Nord, figlio di Edward Norman Cavendish Bor e di Mabel Lloyd (nata Thornton). Seguì i suoi studi a Enniskillen, alla Portora Royal School, scuola dove aveva studiato anche Samuel Beckett.

## Filmografia

### Cinema
- Eight Cylinder Love, regia di Peter Saunders (1934)
- The Primrose Path, regia di Reginald Denham (1934)
- Nothing Like Publicity, regia di Maclean Rogers (1936)
- To Catch a Thief, regia di Maclean Rogers (1936)
- Kipps, regia di Carol Reed (1941)
- Il nemico di Napoleone (The Young Mr. Pitt), regia di Carol Reed (1942)
- Enrico V (The Chronicle History of King Henry the Fift with His Battell Fought at Agincourt in France), regia di Laurence Olivier (1944)
- Quel bandito sono io (Her Favourite Husband), regia di Mario Soldati (1950)
- Città in agguato (Pool of London), regia di Basil Dearden (1951)
- Le cinque chiavi del terrore (Dr. Terror's House of Horrors), regia di Freddie Francis (1965)
- Chiamata per il morto (The Deadly Affair), regia di Sidney Lumet (1966)
- L'altra faccia dell'amore (The Music Lovers), regia di Ken Russell (1970)
- I diavoli (The Devils), regia di Ken Russell (1971)
- Il boy friend (The Boy Friend), regia di Ken Russell (1971)

### Televisione
- The DuPont Show of the Month – serie TV, 4 episodi (1957-1960)
- Missione segreta (Espionage) – serie TV, episodio 1x17 (1964)

## Doppiatori italiani
- Giulio Panicali in Enrico V
- Lauro Gazzolo in Quel bandito sono io
- Manlio De Angelis in Le cinque chiavi del terrore
- Oreste Lionello in Chiamata per il morto